# Dotyk iluzji
Dotyk iluzji – drugi album studyjny polskiego zespołu Batalion d’Amour. Wydawnictwo ukazało się w maju 1999 roku nakładem Metal Mind Productions. Album stanowi jedenaście autorskich kompozycji zespołu oraz cover Depeche Mode „Personal Jesus”. Na płycie znalazł się również utwór „W Połowie Drogi Do Nikąd”, kończący większość koncertów Batalion d’Amour.
Na płycie gościnnie wystąpił Piotr Kolleck, założyciel, wokalista i gitarzysta grupy Tower. Udzielił on swojego głosu w angielskiej wersji utworu „Nie Widzieć Krwi”.
Utworem promującym płytę, wydanym również w formie singla, jest „Dotyk Iluzji”. Po wydaniu płyty zespół wyruszył w trasę koncertową jako gość zespołu Closterkeller. 

## Lista utworów
Opracowano na podstawie materiału źródłowego:
| 1.  | ”Dotyk Iluzji”                        | 05:03 |
|     |                                       |       |
| 2.  | „Zapomienie”                          | 07:09 |
|     |                                       |       |
| 3.  | „Chromonikelnia”                      | 03:08 |
|     |                                       |       |
| 4.  | „Epitafium”                           | 05:13 |
|     |                                       |       |
| 5.  | „Personal Jesus (Depeche Mode Cover)” | 03:31 |
|     |                                       |       |
| 6.  | „Szukając”                            | 06:45 |
|     |                                       |       |
| 7.  | „Gdy Miłość Umiera”                   | 03:26 |
|     |                                       |       |
| 8.  | „Nie Widzieć Krwi”                    | 04:30 |
|     |                                       |       |
| 9.  | „Znowu W Noc”                         | 03:07 |
|     |                                       |       |
| 10. | „Prywatne Piekło”                     | 03:30 |
|     |                                       |       |
| 11. | „W Połowie Drogi Donikąd”             | 07:26 |
|     |                                       |       |
| 12. | „Blood's On Our Hands”                | 04:30 |
|     |                                       |       |
|     |                                       | 57:18 |
|     |                                       |       |

## Twórcy
- Anna Blomberg (Zachar) - śpiew
- Piotr Grzesik - śpiew, gitara basowa
- Robert Kolud - gitara
- Tomasz Ziemiński - gitara
- Mirosław Zając - instrumenty klawiszowe
- Mariusz Pająk - perkusja
- Piotr Kolleck (Tower) - śpiew (gościnnie)